# 松平千代子

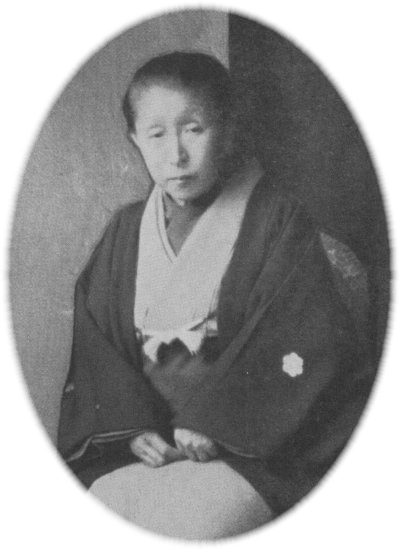
松平 千代子

松平 千代子（まつだいら ちよこ、弘化3年1月16日（1846年2月11日） - 昭和2年（1927年）1月6日）は、江戸時代幕末期から昭和初期の女性。彦根藩主・大老井伊直弼の次女。高松藩主（のち伯爵）松平頼聰の正室。幕末の政局により、1863年（文久3年）に頼聰と離縁したが、1872年（明治5年）に復縁した。伯爵松平頼寿の母である。
初名は弥千代（やちよ）。復縁の際に名を改め於千代、のちに千代子とした。院号は清徳院。

## 生涯
1846年（弘化3年）1月（または弘化2年12月）、彦根にて生まれる。母は千田高品の養女・静江。当時父の直弼は部屋住みの身分であり、彦根城下の埋木舎に過ごしていた。弥千代誕生の10日後、直弼は異母兄の彦根藩主井伊直亮の養子となる。1850年（嘉永3年）に直亮の死にともない直弼が藩主となった。
高松松平家は彦根井伊家とともに江戸城溜詰の大名であり、直亮の正室は8代高松藩主頼儀の娘であった。一方で、高松松平家は水戸徳川家の分家（連枝）であり、加えて9代藩主頼恕は9代水戸藩主斉昭の異母兄で、弥千代の夫・頼聰は斉昭の甥、徳川慶喜の従兄弟という関係であった。
10代高松藩主頼胤（8代頼儀の子、頼聰の義父）は、思想的に直弼と親交が厚く、溜詰大名という立場もあって、安政年間の条約調印問題や将軍継嗣問題ではどちらも直弼側にあり、斉昭に対抗する姿勢を取った。頼胤の養嗣子・頼聰と直弼の娘・弥千代の縁組は、1857年（安政4年）10月に決まった。まさに条約調印問題のさなかであったから、水戸藩側の不快感を買ったらしい。
1858年（安政5年）4月21日、婚儀が行われ、弥千代は頼聰の正室となった。翌日輿入れが行われ、婚礼道具は112棹に及ぶ大規模なものであった。しかし直弼の大老就任と時期が重なったため、花嫁の父が急に欠席する事態となった。4月23日、直弼は大老職に就いた。
同年6月、直弼は日米修好通商条約を調印、10月には徳川家茂が将軍位につき、安政の大獄が始まる。安政の大獄は特に水戸藩に対して厳しく、高松藩主・頼胤も本家を監督できなかったとして咎めを受けているが、水戸藩士の間では頼胤が水戸藩を乗っ取ろうとしているという噂もあった。1860年（安政7年）3月3日、桜田門外の変により直弼は殺害された。頼胤は翌年7月に隠居し、弥千代の夫・頼聰が高松藩主となった。
1862年（文久2年）、安政の大獄によって政局から遠ざけられていた徳川慶喜らが復帰した文久の改革によって、彦根藩は領国の3分の1である10万石を減らされ、前高松藩主・頼胤も永蟄居の処分を受けた。翌1863年（文久3年）2月、弥千代は離縁され、井伊家に帰された。この時、嫁入道具の雛道具も井伊家に返されている。なお、この雛道具は現存している。
彦根藩は譜代大名筆頭の家格ではあったものの、先の幕府の処分に不満を抱いており、戊辰戦争ではいち早く新政府軍を支持した。一方、高松藩は幕府軍につき朝敵とされたが、ほどなく恭順した。
1872年（明治5年）、弥千代は頼聰と復縁した。復縁に際して、於千代（のち千代子）と改名した。復縁の仲介には、彦根井伊家と水戸徳川家の双方の縁戚である有栖川宮熾仁親王が関与した。頼寿、胖、翠、岳子ら5男2女（3人は早世）を生む。
1927年（昭和2年）1月6日、83歳で死去した。
なお、長男・頼寿の妻昭子は徳川昭武の娘であるため、井伊直弼と徳川斉昭の実孫同士の夫婦であった。
弥千代（千代子）の縁により、昭和41年（1966年）に高松市と彦根市は姉妹城都市になった。さらに昭和43年（1968年）彦根市と水戸市が親善都市となり、彦根市の仲介で昭和49年（1974年）高松市と水戸市が親善都市となった。